# Di Gi Charat
Di Gi Charat (яп. デ・ジ･キャラット Дэ Дзи Кяратто) — фантастическая манга за авторством Когэ-Домбо, рассказывающая о жизни пришельцев с планеты Di Gi Charat в токийском районе.
Персонажи Di Gi Charat впервые появились в журнале «From Gamers» (рекламное издание магазина «Gamers» в Акихабаре) в июле 1998 года. В августе того же года Di Gi Charat (Дэдзико) и Гэма стали героями комикса Gema Gema за авторством Когэ-Домбо. Впоследствии Дэдзико стала маскотом магазина «Gamers». Про Di Gi Charat было сделано несколько аниме-сериалов и OVA.

## Аниме
Первоначально Дэдзико и её компаньон Гэма появились в рекламном ролике магазина, сопровождаемом песней «Welcome!» в исполнении Хироко Като. Популярность «Welcome!» сподвигла продюсера Тэцуо Гэнсё на съёмку мини-сериала, вместо предполагаемого блока рекламы.

### Телесериал «Di Gi Charat»
Оригинальный аниме-сериал состоял из 16 трёхминутных серий был выполнен в манере абсурдистской комедии с нарочито грубой графикой.
Аниме было впервые показан в рамках программы «Wonderful» в ноябре 1999 года.
Синопсис: Дэдзико со товарищи прилетает на Землю со своей родной планеты, с целью стать известной. Однако средств к существованию, а также крова над головой у неё нет, поэтому пришельцам приходится устроиться на работу в Gamers.
Время показа: 29 ноября 1999 — 23 декабря 1999 года.

Режиссёр: Хироаки Сакураи.

Формат: 16 серий по 3 минуты.

### OVA и специальные выпуски
Несмотря на низкий бюджет и рекламный статус, вслед за телесериалом последовали продолжения в виде специальных выпусков и OVA.
- Di Gi Charat Summer Special (яп. デ・ジ・キャラット サマースペシャル2000)

В жаркий летний день, когда не хочется ни о чём думать, на Землю прилетает бригада «Чёрных Гэма» во главе с Пиоко и создаёт проблемы «Gamers».
Время показа: 22 июля 2000 — 23 июля 2000 года.

Главный режиссёр: Хироаки Сакураи.

Режиссёры: Кодзима Масаюки, Сато Тацуо, Дайити Хэйтаро.

Формат: 4 серии по 20 минут.
- Di Gi Charat Christmas Special (яп. デ・ジ・キャラット クリスマススペシャル)

Вся компания отправляется в круиз. У Пиоко и Дедзико — день рождения.
Время показа: 16 декабря 2000 года.

Режиссёр: Хироаки Сакураи.

Формат: 1 серия по 23 минуты.
- Di Gi Charat Ohanami Special (яп. デ・ジ・キャラット お花見すぺしゃる)

Крайне умиротворённый специальный выпуск. «Чёрные Гэма» устраивают набе в чулане. Наблюдение за Сакурой. Путико идёт в детский сад, а Дедзико болеет.
Время показа: 6 апреля 2001 — 7 апреля 2001 года.

Режиссёр: Yoshiki Yamakawa.

Формат: 4 серии по 15 минут.
- Di Gi Charat Natsuyasumi Special (яп. デ・ジ・キャラット なつやすみスペシャル)

Американский вояж героев. По возвращении — концерт и поездка на природу.
Время показа: 2 августа 2001 — 3 августа 2001 года.

Главный режиссёр: Хироаки Сакураи.

Режиссёр: Тору Такахаси.

Формат: 4 серии по 15 минут.
- Серии показанные в рамках TBS Anime Fest:
  - Gema no Sumika (яп. ゲマのすみか Мир Гэма ) — Дедзико, Путико и Ра-би-ан-роз попадают в мир Гэма.
  - Tsusode Shiu Engekidan (li ne!) (яп. ツソデしう演劇団 (いいね！)Золушка!) — Игра в театр.
- Leave it to Piyoko! (яп. デ・ジ・キャラット ぴよこにおまかせぴょ)})

События предыдущих выпусков с точки зрения «Чёрных Гэма».
Время показа: 23 марта 2003 — 3 мая 2003 года.

Режиссёр: Хироаки Сакураи.

Формат: OVA по 8 серий по 15 минут.

### Di Gi Charat на большом экране
- Movie Di Gi Charat: Hoshi no Tabi (яп. デ・ジ・キャラット]　星の旅 Фильм Di Gi Charat: Звёздное путешествие)

Путико и Дедзико навещают родных.

Фильм демонстрировался в кинотеатрах перед Card Captor Sakura The Movie.
- Kuchi Kara Bazooka (яп. くちからバズーカ)

Данный выпуск доступен только как бонус на ДВД с фильмом.
- Panyo Panyo Di Gi Charat (яп. ぱにょぱにょ　デ・ジ・キャラット Панё Панё Дзи Ги Кяратто)

Неудачная попытка расширить аудиторию, Panyo Panyo Di Gi Charat претендовал на статус приквела. События сериала имеют место быть на планете Di Gi Charat, где принцессы Дедзико и Путико, пытаются помочь жителям планеты обрести счастье, а Пиоко на пару с Deji Devil (яп. デジデビル) препятствуют им в этом начинании. Все герои моложе на 2 года.
Время показа: 5 января 2002 — 21 декабря 2002 года.

Режиссёр: Масато Такаянаги.

Формат: 48 серий по 5 минут.
- Di Gi Charat Nyo! (яп. デ・ジ・キャラットにょ Дэ Дзи Кяратто Нё!)

Альтернативный пересказ оригинального сеттинга. Во вселенной Di Gi Charat это третий таймлайн. Смещение акцентов: Дедзико, вместе с Путико и Гэма, отправлена на Землю семьёй, с целью стать настоящей принцессой, посредством обретения самостоятельности. Герои попадают в торговый район, где и поступают на работу в кондитерский магазин, принадлежащий пожилой супружеской паре.
Время показа: 6 апреля 2003 — 28 марта 2004 года.

Режиссёр: Хироаки Сакураи.

Формат: 104 серии по 12 минут.
- Di Gi Charat - Winter Garden (яп. ウィンターガーデン)

Два специальных выпуска, впервые показанных на Anime Expo 2006, приуроченных к визиту Koge-Donbo на фестиваль в статусе почётного гостя.
Winter Garden является сюжетным продолжением Di Gi Charat Nyo!. Действие нового ОВА происходит через 10 лет после основных событий в канун Рождества, Дэдзико теперь 20 лет, а Путико 15. Стиль: мелодрама.
Время показа: 22 декабря 2006 — 23 декабря 2006 года на канале TBS.

Режиссёр: Хироаки Сакураи.

Формат: 2 серии по 20 минут.

## Персонажи

### Планета Di Gi Charat
принцесса Шокола (яп. ショコラ Сёкора, Шоколад также Дэдзико (яп. でじこ Dejiko) и принцесса Di Gi Charat (яп. デ・ジ・キャラット)) — родилась на планете Дэ Дзи Кяратто (яп. デ・ジ・キャラット) 2 февраля, ростом 148 см, вес 38 кг. Ей 10 лет, группа крови — 0. Хитрая, наглая и неосмотрительная. Любит брокколи. Обладает способностью Луч из глаз (яп. 目からビーム). Старшая принцесса крови. Девочка-кошка, принцесса планеты Di Gi Charat, прилетевшая на Землю по одной версии с целью стать звездой (сериал), по другой версии — спасаясь от атаки родной планеты, со стороны Аналога (об этом рассказывает Гема, в Summer Special и вспоминает сама Дедзико, в Хоси но Таби). Шумная и вспыльчивая. Заканчивает каждую фразу, слогом «нё». Имеет зеленые волосы. Ходит в костюме белой кошки. Голова украшена колокольчиками. Аналогичные колокольчики, украшают и замок на её родной планете, а шапку в виде белых кошачьих ушей — носят как корону и её родители.
Сэйю: Асами Санада
Капучино (яп. カプチーノ капутинно, также Путико (яп. ぷちこ) или Пети Карат (яп. プチ・キャラット)) — рождена на планете Дэ Дзи Кяратто (яп. デ・ジ・キャラット) 21 января, 5 лет. Рост: 103 см; Вес: 18 кг. Группа крови — B. Скрытная (яп. ぼんやりさん), сестра Дедзико. Обладает способностью Луч из глаз (яп. めからびーむ). Девочка-кошка, принцесса планеты Di Gi Charat, младшая сестра Dejiko (в других источниках — компаньонка). Тихая, но острая на язык. Умна и сильна не по возрасту. Способности: Луч-из-Глаз в стадии обучения.
Сэйю: Миюки Савасиро
Гэма (яп. ゲマ) — рожден 13 июля, группа крови: 0. Любит брокколи. Обладает способностью духовые ружья (яп. 吹き矢). Честный и серьезный. телохранитель принцесс. Выглядит как жёлтый шар с двумя тонкими ручками. Для Dejiko — настоящий козел отпущения.
Сэйю: Ёсико Камэй

### Жители района Акихабара
Усада Хикару (яп. うさだヒカル) — рождена на Земле 30 августа, 14 лет. Рост — 164 см. Группа крови: A. Высокомерная, любит клецки в бамбуковых листьях. Обладает способностью «Пропеллер из ушей». Бедна.
Ра-би-ан-роз (яп. ラ・ビ・アン・ローズ) — землянка, преследующая почти те же цели что и Dejiko. Самопровозглашенный идол Gamers и конкурент Dejiko. Настоящее имя Хикару Усада Хикари (яп. うさだヒカル) — в изменённом состоянии — девушка-кролик. Основные приметы — заколки в виде игральных костей и кроличьи уши, используемые для различных целей (полёт, гребля, оружие и.т.д.). Особенность персонажа: нищая махо-сёдзё.
Сэйю: Кёко Хиками
Менеджер — непосредственный начальник Dejiko и Путико. Представлен в виде пальца.
Сэйю: Кадзуя Итидзё
Букими (яп. 武喜美) — Два в одном. Фанаты Dejiko, типичные отаку. Настоящие имена — Такэси (яп. 武) и
Ёсими (яп. 喜美). Дэдзико объединила их имена в одно — «武喜美» и прочла его по онам иероглифов. В результате получилось букими (яп. 不気味) — «жуткий», «зловещий».
Сэйю: Норихиса Мори — Ёсими. Рэё Найто — Такэси.
Минатаку — поклонник Rabi-en-Rose, настоящее имя Такуро Минагава (яп. ). Испытывает непреодолимую тягу к melonpan (готов есть его с земли). Не родственник Кимуры.
Сэйю: Оми Минами
Муратаку — богатый поклонник Путико (единственный случай лоликона в сериале), студент, озабоченный загрязнением японского языка словами-паразитами. Настоящее имя Takurou Kimura (яп. ). Известен также как Лонгинесс-Сан. Не родственник Минагавы.
Сэйю: Рётару Окиаю

### Планета Аналог
По причинам, известным только автору, все члены злодейской организации имеют отношение к медицине.

#### Пьёко
Pyocola Analogue III (яп. ピョコラ＝アナローグⅢ世, [также Piyoko]) — девушка-панда, глава «Черных Гема». Принцесса планеты Аналог. Олицетворение тёмных сил (но слишком добрая и наивная для этой цели). Способности: Базука-изо-Рта. Носит форму медсестры.
Сэйю: Мэгуми Хаясибара

### «Чёрные Гема»
Black Gema Gema Dan
Генерал Рик Хайзенберг (яп. リク＝ハイゼンベルク) — ветеринар.
Сэйю: Косукэ Ториуми
Генерал-лейтенант Кай Швайцер (яп. カイ＝シュヴァイツァー Ky Schweitzer) — стоматолог-гигиенист.
Сэйю: Тихиро Судзуки
Майор Куу Эрхард (яп. クウ＝エアハルト Coo Erhard) — врач.
Сэйю: Томо Саэки
Nazo Gema (яп. 謎ゲマ) — антипод Гэма.

### Другие персонажи
Хулиган, [также Абарэнбо] — непонятное хаотическое существо, появляющееся время от времени в сериале. Способен к бешенству (Amok) и склонен к сентиментальности.
Сэйю: Юдзи Уэда
Хэн на Икимоно (яп. 変な生き物 Странное создание) — нечто, напоминающее игрушечного медведя. Выражение лица данного персонажа содержит весь возможный спектр эмоций одновременно. Устойчив к любым атакам, способен пожрать всё что угодно.
Хокке-Мирин (яп. ほっけみりん) — кошка, спутник Путико. Характер — тихий
Мадзин-Гаппа (яп. まじんがっぱ) — зелёное существо, напоминающее Каппу. Спутник Усады. Дата рождения — 25 октября (скорпион), группа крови — A, любимое блюдо — огурцы
Rodoyan, [также Rod Young] — американский фанат и косплейер.
Пая-Пая — миллионер-гусеница с замашками антиглобалиста.

## Музыка
Кавер [[Pri re]] сингла EQUAL Romance  является первым эндингом аниме.

## Аллюзии
Героев Di GI Charat, а также пародию на них, можно встретить в других сериалах и играх.
- Galaxy Angel
  - Дедзико и Путико читают новости во вселенной Galaxy Angel
  - В серии Deco Pizza, Ванилла ловит попутку напротив магазина Gamers.
  - В Galaxy Angel Lune Usada, Gema и Дедзико — оппоненты главных героев. Портрет Путико виден в замке Минт.
- Jungle wa Itsumo Hare nochi Guu (ジャングルはいつもハレのちグゥ)
  - Guu одевает Mari в костюм Дедзико.
- Cromartie High School (魁!!クロマティ高校)
  - Дедзико и Путико анонсируют некоторые серии.
  - Один из героев на мгновение превращается в Пиоко
- Excel Saga
  - Смешанная пародия на Fist of the North Star (Hokuto no Ken). После произведённой комбы, оппоненты Эксель превращаются в Дедзико.